# Харатишвили, Иосиф Алексеевич
Иосиф Алексеевич Харатишвили — советский хозяйственный, государственный и политический деятель.

## Биография
Родился в 1923 году. Член КПСС с 1952 года.
С 1951 года — на хозяйственной, общественной и политической работе. В 1951—2000 гг. — начальник отдела капитального строительства
завода, заведующий сектором, заместитель заведующего отделом Тбилисского облисполкома, главный инженер, начальник отдела управления капитального строительства Министерства промышленности продовольственных товаров Грузинской ССР, начальник строительного управления Цекавшири, управляющий трестом «Грузкоопстрой», первый заместитель Министра, Министр сельского строительства Грузинской ССР.
Избирался депутатом Верховного Совета Грузинской ССР 8-11-го созывов, Парламента Грузии 3-5-го созывов.
Умер в Тбилиси в 2011 году.